# Hội Gióng

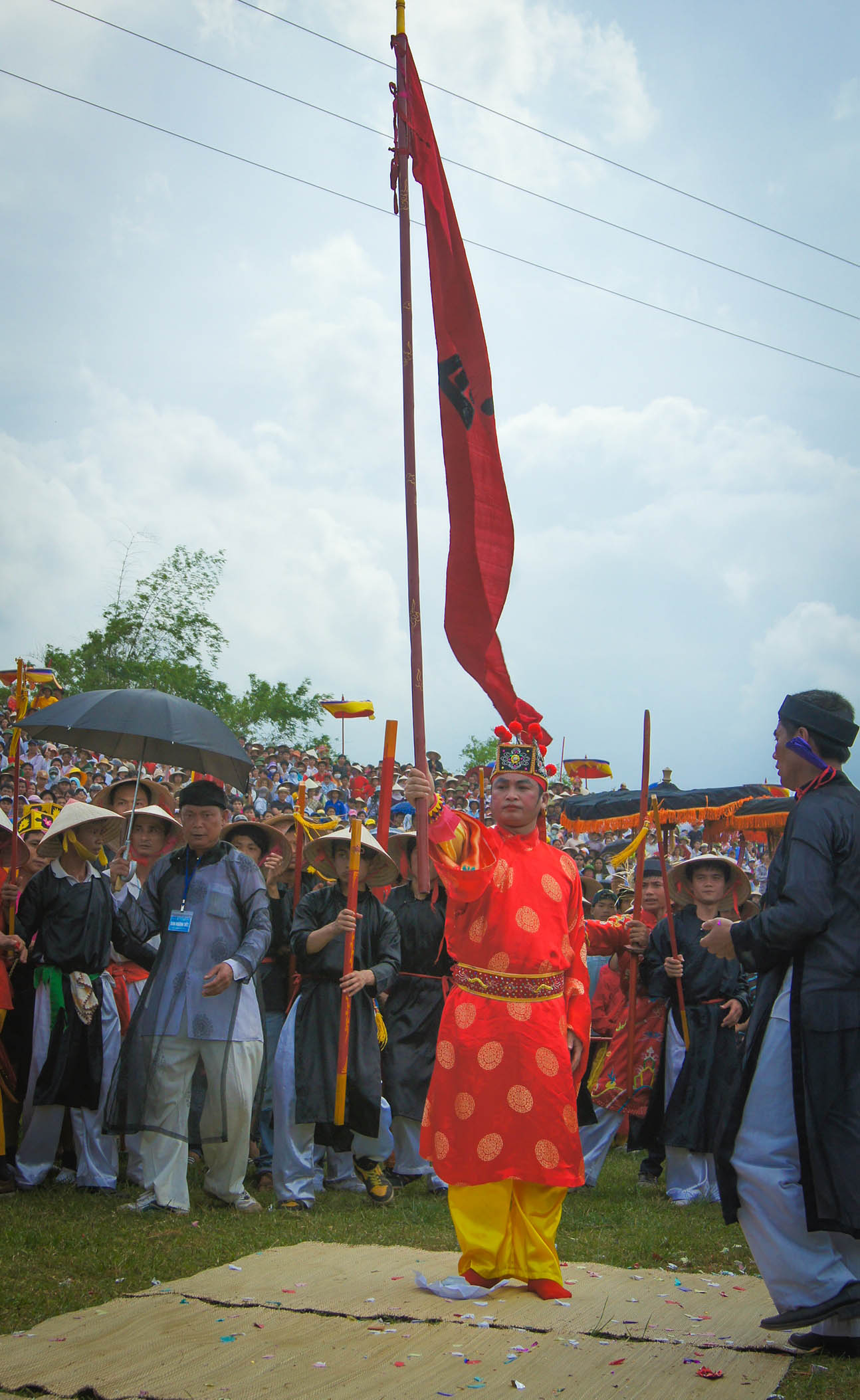
Ông Hiệu Cờ (với mũ Đinh Tự) múa cờ lệnh trong Hội Gióng làng Phù Đổng

Lễ Hội Gióng là một lễ hội truyền thống hàng năm ở nhiều nơi thuộc vùng Hà Nội để tưởng niệm và ca ngợi chiến công của người anh hùng truyền thuyết Thánh Gióng, một trong tứ bất tử của tín ngưỡng dân gian Việt Nam.
Có 2 hội Gióng tiêu biểu ở Hà Nội là hội Gióng Sóc Sơn ở đền Sóc xã Phù Linh, huyện Sóc Sơn và hội Gióng Phù Đổng ở đền Phù Đổng, xã Phù Đổng, huyện Gia Lâm đã được UNESCO ghi danh là di sản văn hóa phi vật thể của nhân loại. Ngoài ra còn hơn 10 hội Gióng cũng thuộc địa bàn Hà Nội (gọi là vùng lan tỏa vì chưa được UNESCO ghi danh) như: hội Gióng Bộ Đầu xã Thống Nhất, huyện Thường Tín; lễ hội thờ Thánh Gióng ở các làng Đổng Xuyên, Chi Nam (huyện Gia Lâm); các làng Phù Lỗ Đoài, Thanh Nhàn, Xuân Lai (huyện Sóc Sơn); Sơn Du, Cán Khê, Đống Đồ (huyện Đông Anh); Xuân Tảo (Phường Xuân Đỉnh, Quận Bắc Từ Liêm); làng Hội Xá (Quận Long Biên).
Giá trị nổi bật toàn cầu ở hội Gióng chính là một hiện tượng văn hóa được bảo lưu, trao truyền khá liên tục và toàn vẹn qua nhiều thế hệ. Mặc dù ở gần trung tâm thủ đô và đời sống cộng đồng trải qua nhiều biến động do chiến tranh, do sự xâm nhập và tiếp biến văn hóa, hội Gióng vẫn tồn tại một cách độc lập và bền vững, không bị nhà nước hóa, thương mại hóa.

## Lịch sử
theo ông Nguyễn Văn Huyên thì "việc tổ chức hội Gióng, ngày nay mới bắt đầu từ khoảng thế kỷ 11, đời Lý Thái Tổ."

## Ý nghĩa
Hội Gióng là một lễ hội văn hóa cổ truyền mô phỏng rõ một cách sinh động và khoa học diễn biến các trận đấu của thánh Gióng và nhân dân Văn Lang với giặc Ân. Thông qua đó có thể nâng cao "nhận thức cộng đồng về các hình thức chiến tranh bộ lạc thời cổ xưa và liên tưởng tới bản chất tất thắng của cuộc chiến tranh nhân dân, toàn dân, toàn diện trong sự nghiệp giải phóng và bảo vệ Tổ quốc".

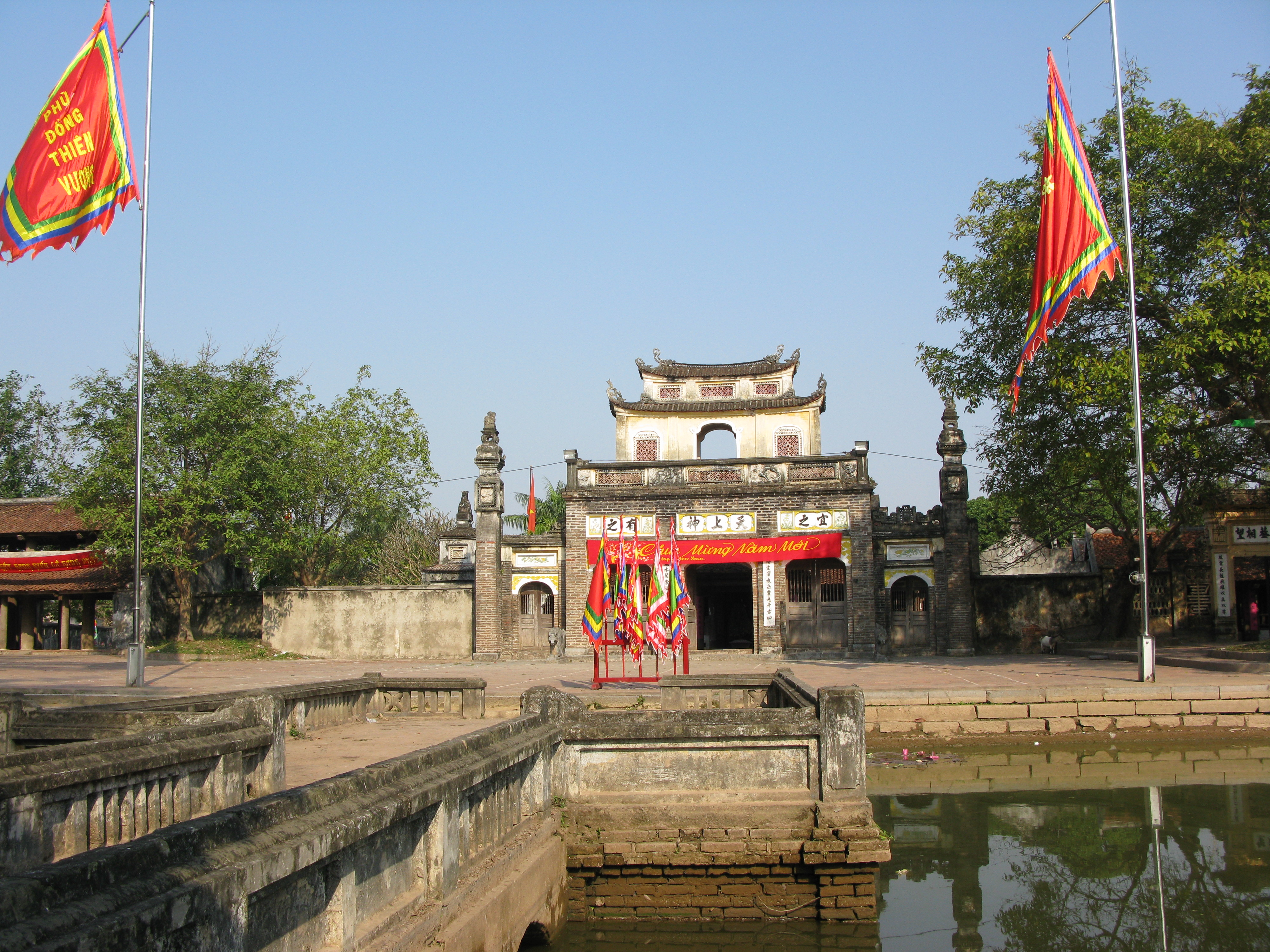
Cổng đền Phù Đổng ở Gia Lâm

Hội Gióng Phù Đổng chính thống được tổ chức hàng năm, chuẩn bị từ ngày 1 tháng 3 âm lịch đến ngày 5 tháng 4 âm lịch và được tổ chức từ ngày 6 tháng 4 âm lịch đến ngày 12 tháng 4 âm lịch tại xã Phù Đổng, huyện Gia Lâm, thành phố Hà Nội, nơi sinh ra người anh hùng huyền thoại Phù Đổng Thiên Vương.
Hội Gióng Phù Đổng có dàn vai diễn: các ông "Hiệu" (Hiệu Cờ - tượng trưng Thánh Gióng, hiệu Trống, hiệu Chiêng, hiệu Tiểu cổ), hệ thống tướng lĩnh của Ông Gióng: "Phù Giá" (120 người),đội quân chính quy; các "Cô Tướng" (gồm 28 người tượng trưng cho quân giặc, hai cô tướng chính là Tướng Đốc và Tướng Ngựa được chọn từ xóm Miếu Ban - nơi có di tích liềm và nôi đá sinh Thánh Gióng), tượng trưng các đạo quân xâm lược; Phường "Ải Lao", trong đó có "Ông Hổ", đội quân tổng hợp; "Làng áo đỏ", đội quân trinh sát nhỏ tuổi; "Làng áo đen",đội dân binh,…Cũng như các đạo cụ, y phục, mỗi một chương mục, mỗi một vai diễn đều chứa đựng những ý nghĩa hết sức sâu sắc. "Rước khám đường" là trinh sát giặc; "Rước nước" là để tôi luyện khí giới trước khi xuất quân; "Rước Đống Đàm" là đi đàm phán kêu gọi hoà bình; "Rước Trận Soi Bia" là mô phỏng cách điệu trận đánh ác liệt. Trong trận này, roi sắt gãy, ông Gióng phải dùng tre đằng ngà, một vũ khí tượng trưng sức mạnh nội lực của dân tộc.

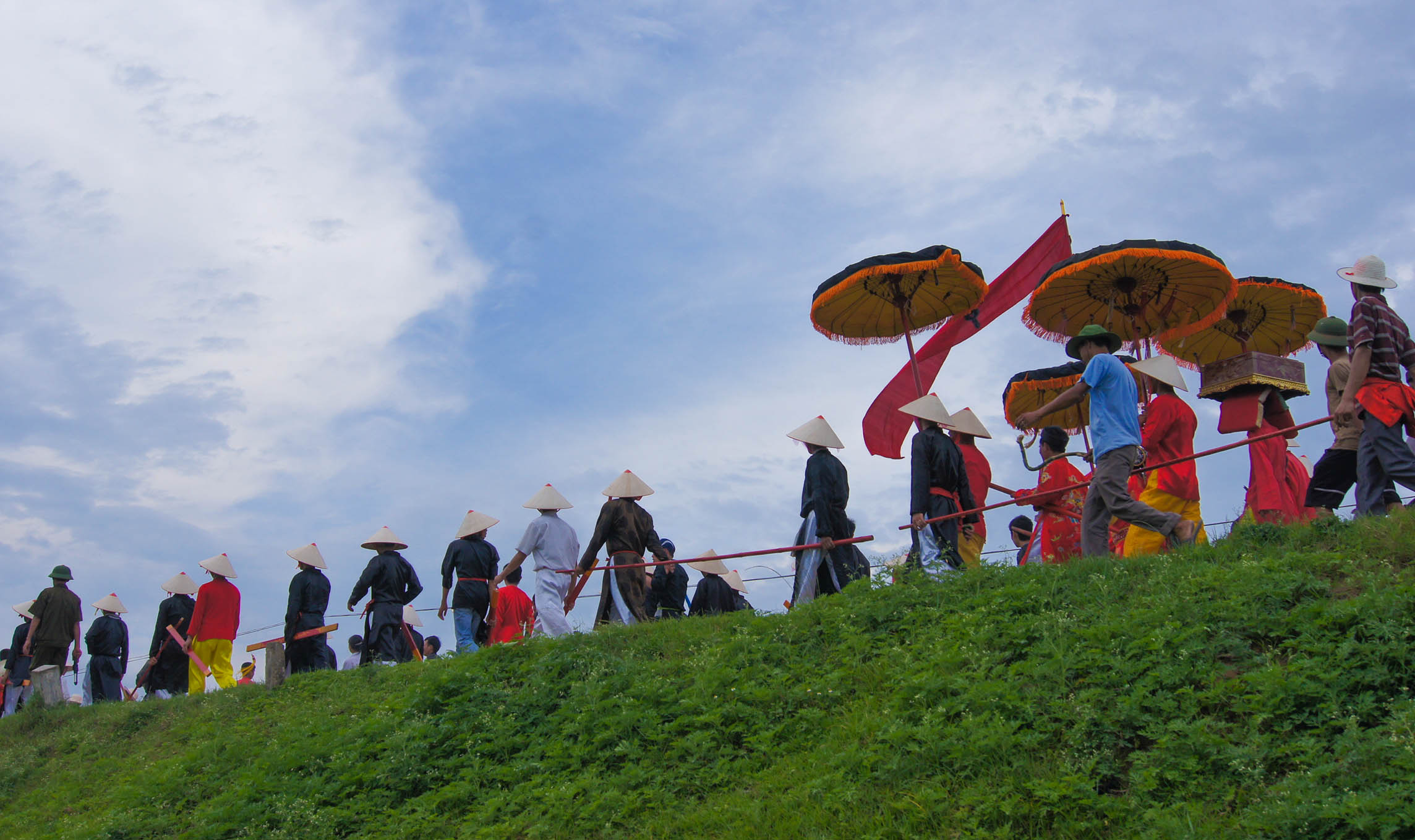
Một phần đoàn rước trong Hội Gióng Phù Đổng

Cờ phướn màu đỏ mà trên đó viết chữ "Lệnh" tôn nghiêm cùng với các động tác múa cờ Lệnh của ông Hiệu Cờ (vai diễn tượng trưng Ông Gióng) là biểu đạt một số quan điểm cơ bản của phép luỵện quân cùng phương pháp tác chiến để giành thắng lợi. Đó là "Quân lệnh phải nghiêm minh" "Binh pháp phải mưu lược sáng tạo" (Múa cờ thuận và múa cờ nghịch). Phù giá ngoại (đội hình có tới 120 người) là những vai diễn đóng khố, cởi trần, đầu đội mũ có hình quả dưa, trên có đính chín con rồng nhỏ, tượng trưng cho Đất, vai đeo một túi "bán nguyệt" có hình nửa vầng trăng, tượng trưng cho Trời, tay cầm chiếc quạt giấy màu nâu khắc cụp, khắc xòe theo khẩu lệnh của ác ông "Xướng" và "Xuất", tượng trưng cho một loại vũ khí có sức biến ảo khôn lường.
Trong lễ hội có 28 cô gái trẻ đóng vai tướng giặc, tượng trưng cho 28 đạo quân xâm lược nhà Ân. Còn các màn rước lễ "Kén tướng", "Kén Phù Giá", và màn diễn "Săn hổ, bắt hổ, giúp hổ hoá thân", có thể suy ngẫm về quan điểm thảm mỹ và đạo lý ứng xử truyền thống v.v… Lễ hội Gióng Phù Đổng cũng có nhiều màn hát chèo để mừng thắng trận.
Hội Gióng Phù Đổng được đánh giá là một trong những lễ hội lớn nhất tại đồng bằng Bắc Bộ về quy mô đoàn rước và người tham dự.

## Hội Gióng Sóc Sơn
Theo truyền thuyết, xã Phù Linh, huyện Sóc Sơn (Hà Nội) là nơi dừng chân cuối cùng trước khi Thánh Gióng về trời, nên hàng năm cứ ngày mồng 6 tháng Giêng âm lịch, dân làng ở đây mở hội linh đình tại Khu di tích đền Sóc thờ Thánh Gióng – Phù Đổng Thiên Vương. Lễ hội Gióng Sóc Sơn diễn ra trong ba ngày với đầy đủ các nghi lễ truyền thống như: lễ khai quang, lễ rước, lễ dâng hương, dâng hoa tre lên đền Thượng, nơi thờ anh hùng Thánh Gióng.
Hội Gióng đền Sóc Sơn là một lễ hội lớn hàng năm với sự tham gia của nhiều làng lân cận trong vùng và được người dân chuẩn bị chu đáo từ rất sớm. Ngay từ khoảng 2-3 tuần trước ngày khai hội, những thôn tham gia lễ hội đã bắt đầu rục rịch các công việc chuẩn bị. Theo như nội dung được ghi trên mặt bia số 6 của bia 8 mặt thì sự phân công rước các lễ vật trong lễ hội của các làng được phân bổ theo thứ tự:Thôn Vệ Linh (xã Phù Linh) - rước giò hoa tre; Thôn Dược Thượng (xã Tiên Dược) - rước voi; Thôn Đan Tảo (xã Tân Minh) - rước trầu cau; Thôn Đức Hậu (xã Đức Hoà) - rước ngà voi; Thôn Yên Sào (xã Xuân Giang) - rước cỏ voi; Thôn Yên Tàng (xã Bắc Phú) - rước tướng. Ngày nay trong lễ hội đền Sóc còn có thêm biểu tượng rước ngựa Gióng của thôn Phù Mã (xã Phù Linh) và rước cầu húc của thôn Xuân Dục (xã Tân Minh).
Trước ngày hội diễn ra, bảy thôn làng đại diện cho bảy xã chuẩn bị lễ vật trong ngày mở đầu hội chính. Nhưng nghi lễ đặc biệt sẽ được làm vào đêm mùng 5 đó là lễ Dục Vọng để mời ông Gióng về với các lễ vật, lễ phẩm đã được chuẩn bị chu đáo với lòng thành kính, mong đức Thánh Gióng phù hộ cho dân làng có một cuộc sống ấm no, hạnh phúc. Ngoài ra, trong hội còn có nhiều trò chơi dân gian sôi động như chọi gà, cờ tướng, hát ca trù, hát chèo… Ngày chính hội là mùng 6, ngày thánh hoá theo truyền thuyết. Ngày khai hội, dân làng và khách thập phương dâng hương, đúng nửa đêm có lễ khai quang - tắm cho pho tượng Thánh Gióng. Nghi lễ chủ yếu trong ngày chính hội là dâng hoa tre ở đền Sóc (thờ Thánh Gióng) và chém tướng giặc. Hoa tre được làm bằng những thanh tre dài khoảng 50 cm, đường kính khoảng 1 cm, đầu được vót thành xơ và nhuộm màu. Sau lễ dâng hoa, tre được tung ra trước sân đền cho người dự hội lấy để cầu may. Chém tướng giặc được thực hiện bằng cách chém một pho tượng, diễn lại truyền thuyết Gióng dùng tre ngà quật chết tướng cầm đầu giặc Ân là Thạch Linh (đá thành tinh). Mặc dù có các nghi thức gắn với truyền thuyết Thánh Gióng nhưng các nhà nghiên cứu cho rằng: "Hội Gióng Sóc Sơn vẫn mang rõ tính chất hội cầu mùa theo tín ngưỡng dân gian phổ biến ở hầu hết hội xuân vùng đồng bằng và trung du Bắc Bộ".
Núi Sóc nằm ở xã Phù Linh, huyện Sóc Sơn, Hà Nội, là nơi Gióng ngồi nghỉ, ngắm nhìn đất nước lần cuối rồi cởi áo bỏ lại và cưỡi ngựa về trời. Tại khu vực này có một quần thể di tích gồm đền Thượng, chùa Đại Bi, chùa Non Nước, đền Hạ, miếu Thánh Mẫu và nhà Bia.

## Các hội Gióng khác
- Hội Gióng Chi Nam: mở tại làng Sen Hồ, xã Lệ Chi, huyện Gia Lâm, Hà Nội và trước ngày chính hội Gióng Phù Đổng 1 ngày nên còn gọi là hội Phù Gióng. Hội Phù Gióng tưởng niệm và suy tôn chiến công của ông Hiển Công, tên thật là Châu. Cũng trong lúc đất nước bị giặc Ân xâm lược, ông Châu bảo sứ giả của vua Hùng đem cho mình cây chùy sắt và con thuyền sắt. Đoàn quân của ông đánh thắng giặc trên sông Đuống và ông trở về quê mừng công rồi hoá. Dân làng suy tôn là Hiển Công và thờ làm Thành Hoàng. Sáng mùng 8 tháng Tư, sau lễ tế ở đình làng là hoạt động tái hiện chiến thắng của Hiển Công. Thanh niên trai tráng được chia làm hai bên với số lượng bằng nhau. Quân của ông Hiển Công mình trần, khố đỏ, bao vàng còn giặc Ân thì mình trần, khố xanh, bao trắng. Ngoài ra còn có trò chơi "cướp dừa", ai cướp được quả dừa sẽ gặp may mắn và đập dừa thành mảnh nhỏ để chia cho mọi người cùng hưởng.
- Hội Gióng Xuân Đỉnh: tổ chức ngày mùng 6 tháng Giêng âm lịch tại làng Xuân Tảo, xã Xuân Đỉnh, huyện Từ Liêm, Hà Nội. Lễ hội gắn với truyền thuyết trên đường về trời Gióng dừng ở làng Cáo (làng Xuân Tảo), Xuân Đỉnh tắm mát, nghỉ ngơi rồi ăn trưa với cơm và mấy quả cà. Lúc ra đi, ông bỏ quên thanh roi sắt. Đến nay phiến đá mà Thánh ngồi nghỉ vẫn còn ở cạnh giếng nước trong làng. Hội Gióng Xuân Đỉnh chủ yếu là nghi thức rước kiệu Thánh ra giếng cho ông chứng kiến vật chứng lịch sử mà dân làng vẫn đời đời gìn giữ.
- Hội Gióng Bộ Đầu: mở vào ngày 8 tháng Giêng tại làng Bộ Đầu, xã Thống Nhất, huyện Thường Tín, Hà Nội. Thánh Gióng được thờ làm thành hoàng làng Bộ Đầu. Truyền thuyết kể rằng trên đường về trời, Gióng nghe thấy tiếng kêu của dân chúng đang bị đôi thuồng luồng ở sông Hồng gây tai hoạ. Nhìn xuống, Gióng thấy một người đang bị thuồng luồng cuốn đi và lao xuống tiêu diệt đôi thủy quái. Lạ lùng thay, người được cứu chính là mẹ của Gióng![8] Ở làng có pho tượng Gióng bằng gỗ cao 5m, là một tác phẩm điêu khắc đặc sắc. Hội Gióng Bộ Đầu có tổ chức thi gậy - diễn lại cảnh Gióng dùng tre ngà đánh giặc Ân.

## Tục lệ "cướp lộc"
Trong lễ hội đền Gióng, có tục lệ gọi là tục cướp lộc thánh, cướp chiếu, cướp giò hoa tre, cướp trầu cau. Phó trưởng Ban Tuyên giáo Thành ủy Hà Nội Phan Đăng Long giải thích, "Đây là cướp có văn hóa, cướp trong tục lệ. Vấn đề ở đây là cướp có sự nỗ lực của cá nhân mới có được chứ không phải tự nhiên mà lộc thánh đến với mình." Tuy nhiên vì tục lệ này dẫn tới ẩu đả. Gs Ngô Đức Thịnh, Thành viên Hội đồng Di sản Quốc gia đã phê bình những hành động này: "Đó là sự lợi dụng truyền thống để thỏa mãn lòng tham và cuồng vọng cá nhân, chứ không có chút gì là văn hóa."

### 2016
Mặc dù có sự hỗ trợ của Công an huyện Sóc Sơn và 300 sinh viên tình nguyện, người dân của các thôn, làng xung quanh đền Sóc nhưng tại Lễ hội đền Sóc Sơn diễn ra vào sáng 6 Tết Bính Thân (13-2-2016) hàng trăm thanh niên của các làng đã xông vào, bất chấp lực lượng công an có hết sức để bảo vệ đồ lễ, thậm chí, họ còn đè lên người công an để cướp lộc.